# Diapterus auratus
Diapterus auratus är en fiskart som beskrevs av Camillo Ranzani 1842. Diapterus auratus ingår i släktet Diapterus och familjen Gerreidae. Inga underarter finns listade i Catalogue of Life.